# 黃惠鈴
黃惠鈴，國立臺灣師範大學圖文傳播研究所畢業，中華民國編輯、繪本作家、中華民國兒童文學學會理事長，著有《夏天吹起的風》等作品。其編輯的作品曾獲多次金鼎獎、誠品年度最佳編輯獎；其著作曾獲國立編譯館優良漫畫（腳本）首獎、信誼基金會圖畫書獎、耕莘文學獎

## 生平
小時候希望能夠成為建築師，長大後轉而做編輯工作，後因編輯工作繁雜，進而轉為圖文創作者。2006年第一次到訪馬祖莒光，開始與當地的文學創作者合作，並於2022年出版《每屬日都是好日子（日日都是好時光）》、2023年出版《長壽島上的好味道》，分別是中華民國第一本、第二本以閩東語創作的繪本。

## 作品
- 《夏天吹起的風》
- 《如果山知道》
- 《日日都是好時光》
- 《長壽島上的好味道》
- 《幸福澎湖年》
- 《創作者的工作桌與日常》[8]
- 《澎湖水師的秘密》
- 《香藝之家》
- 《造夢築屋的建築師》
- 《我家隔壁的隔壁》
- 《蔬菜的島》
- 《總鋪師大辦桌》
- 《那一年我們一起打棒球》
- 《金針花》
- 《吵翻天的嘰哩咕嚕班》
- 《我想養寵物》
- 《阿公的假牙風獅爺減肥記》
- 《美好的時光》
- 《台灣欒樹和他的朋友們》
- 《天生好腳》
- 《我在篤行十村的日子》
- 《同行》
- 《發火旅行團》
- 《再窮也要去旅行》

## 得獎
- 國立編譯館優良漫畫（腳本）首獎
- 信誼基金會圖畫書獎
- 耕莘文學獎